# 호말로케팔레
호말로케팔레(Homalocephale)는 중생대 백악기 후기, 아시아 대륙에 서식한 2족보행의 초식공룡이다. 조반목-주식두아목-호말로케팔레과에 속하는 종이다. 학명은 그리스어 "ωμαλος, homalos"(영어:even)와 "κεφαλή, kephalē"(영어:head)가 합쳐져 만들어진 것으로, '평평한 머리'라는 뜻을 갖고 있다. 화석은 몽골에서 발견되었다. 전체 몸 길이는 약1.5m~3m(10feet)정도였을 것으로 추정된다. 머리부분은 평평한 뼈로 이루어져 있고 폭이 넓고 크다. 앞다리는 짧고 꼬리는 두껍다.